# تاريخ جزئي
التاريخ الجزئي أو التاريخ الدقيق هو نوع من الدراسات التاريخية يركز على وحدات صغيرة من البحث، مثل حدث أو مجتمع أو فرد أو مستوطنة. ومع ذلك، في طموحها، يمكن تمييز التاريخ الجزئي عن دراسة حالة بسيطة بقدر ما يطمح التاريخ الجزئي إلى "[طرح] أسئلة كبيرة في أماكن صغيرة"، وفقًا للتعريف الذي قدمه تشارلز جوينر. يرتبط ارتباطًا وثيقًا بالتاريخ الاجتماعي والثقافي.